# Herbert de Losinga
Herbert de Losinga est le premier évêque de Norwich de la fin du XIe siècle et du premier quart du XIIe siècle.

## Biographie
Herbert de Losinga naît vers 1054 à Exmes. Il est le fils de Robert de Losinga, qui devient abbé de Winchester.
Il suit des études à l'abbaye de Fécamp et devient moine profès vers 1075.
Moine, il devient prieur de Fécamp. Il est élu prieur de Fécamp avant que Guillaume le Roux le fasse venir en Angleterre, où il devient abbé de Ramsey (Cambridgeshire) vers 1087/1088. Il devient servant de la maison royale.
Ambitieux, il paie 1 900 marcs à Rainulf Flambard pour acquérir l'évêché de Thetford (en) laissé vacant à la mort de Guillaume de Beaufeu (en). Il y est nommé avant le 27 janvier 1091, probablement le 5 janvier, en même temps que Ralph de Luffa (en), évêque de Chichester.
En 1094, il fait le voyage à Rome pour se faire pardonner son acte de simonie. Il démissionne de ses fonctions, le Pape l'absout et le réintègre. À son retour, il déplace le siège à Norwich, suivant le décret de Lanfranc tenu lors du concile de Londres (1075) (en), qui veut que le siège de l'évêché se trouve dans la plus grande ville du diocèse. Le siège épiscopal est officiellement transféré le 9 avril 1094. Il ne portera pas le titre d'évêque de Norwich avant 1103.
Il commence en 1096 la construction d'une nouvelle cathédrale et d'un prieuré bénédictin attenant. Elle est consacrée le 24 septembre 1101. Au moment de sa mort en 1119, Herbert voit l'achèvement du chœur, du déambulatoire donnant accès à trois chapelles de style normand, dont la chapelle axiale de la Vierge (détruite par un incendie en 1171) et des transepts, y compris l'étage inférieur de la tour. Le rez-de-plan de l'édifice est dit à ressembler à l'abbatiale de Fécamp. Les deux églises sont dédiées à la Sainte Trinité, et le blason de l'abbaye et du diocèse (trois mitres) sont identiques.
Il fonde également l'église Sainte-Marguerite de King's Lynn en 1095, l'église Saint-Nicolas de Great Yarmouth en 1101, ainsi que l'Episcopal Grammar School, école de Norwich (en) en 1096, située dans l'enceinte de la cathédrale de Norwich.
Il se rend une nouvelle fois à Rome en 1116 pour régler le conflit qui oppose le roi à Anselme, archevêque de Cantorbéry. C'est peut-être sur le chemin du retour, ou lors d'un troisième voyage qu'il n'aurai pas terminé, qu'il tombe gravement malade à Plaisance. Il y attend ses collègues avant de retourner en Angleterre avec eux.
Une de ses dernières apparitions publiques est l'enterrement de la reine Mathilde le 1er mai 1118.
Il meurt le 22 juillet 1119 et est inhumé devant le maître-autel de la cathédrale de Norwich.

## Œuvres
E. M. Goulburn, H. Symonds, éd., The Life, Letters and Sermons of Bishop Herbert de Losinga, Oxford, Londres, James Parker & Co, 1878, 2 vol., tome 1 et tome 2 disponibles sur le site Internet Archive.

## Sources
- (en) Cet article est partiellement ou en totalité issu de l’article de Wikipédia en anglais intitulé « Herbert de Losinga » (voir la liste des auteurs).
- Losinga, Herbert de (DNB00) sur Wikisource